# Женская сборная Китая по регби-7
Женская сборная Китая по регби-7 — женская национальная сборная, представляющая Китайскую Народную Республику на международных соревнованиях по регби-7. Четырежды команда участвовала в чемпионатах мира по регби, дебют на Олимпийских играх состоялся в 2020 году. Команда дважды выигрывала золото Летних Азиатских игр и семь раз становилась чемпионкой Азии.

## История

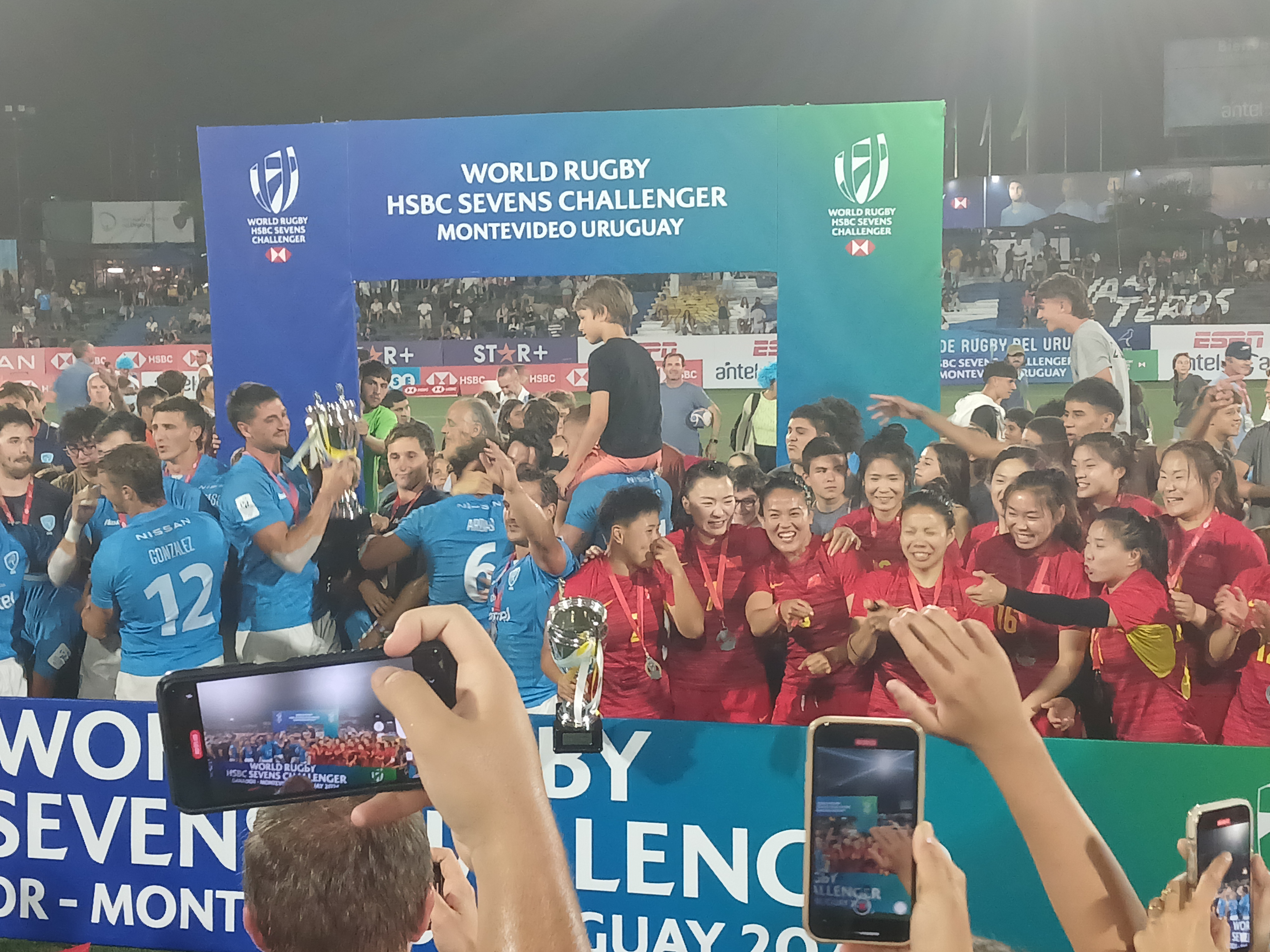
Женская сборная Китая отмечает победу на Вызове Мировой серии 2024 года в Монтевидео

В 2001 году женская сборная Китая впервые собралась для участия в матчах чемпионата Азии по регби-7 среди женских команд и заняла 3-е место на турнире в Гонконге: проиграв в полуфинале Казахстану, они обыграли Японию в матче за 3-е место. В 2006 году китаянки взяли первую золотую медаль чемпионата Азии, прошедшего в Ташкенте: на первом групповом этапе они обыграли сборные Таиланда и Персидского залива, на втором групповом этапе — Гонконг и Сингапур, в полуфинале победили Узбекистан, а в финале — Казахстан. В 2008 году китаянки снова стали бронзовым призёром чемпионата Азии в Гонконге, а через год выиграли чемпионат в Паттайе. В том же 2009 году китаянки дебютировали на чемпионате мира в ОАЭ и выиграли второй по статусу трофей турнира — Чашу (9-е место в итоговом зачёте).
Начиная с 2009 года, китаянки не покидали призовую тройку чемпионатов Азии, но выиграли в последующие годы шесть золотых медалей и девять серебряных. Так, им удалось выиграть в 2014 году золото, победив по сумме двух этапов команду Японии. Из девяти турниров, на которых Китай получал серебряные медали, в восьми случаях из девяти они уступали первое место сборной Японии и только один раз (в 2012 году) проиграли Фиджи в финале турнира в индийском городе Пуна. Китаянки участвовали во всех последовавших чемпионатах мира (2013, 2018 и 2022), но не доходили даже до стадии четвертьфинала: в 2013 году в Москве они заняли 11-е место, в 2018 году в Сан-Франциско — 12-е место, в 2022 году в Кейптауне — 13-е место.
На Олимпиаду в Токио китаянки пробились, успешно выступив в квалификационном турнире 2019 года. На самих играх они заняли 7-е место, проиграв в четвертьфинале Франции 10:24 и уступив в утешительном турнире за 5—8-е места США 14:33, но победив в матче за 7-е место команду ОКР 22:10.
В 2024 году китаянки выиграли Вызов Мировой серии 2024 года, победив на всех трёх этапах — на первом этапе в Дубаи, на втором этапе в Монтевидео и на третьем этапе в Кракове. В мае 2024 года они в рамках этапа Мировой серии в Испании приняли участие в розыгрыше четырёх путёвок в Мировую серию сезона 2024/2025: выиграв свой групповой этап, в решающем матче за свою путёвку они победили Бельгию со счётом 33:0.
В том же году китаянки пробились на Олимпиаду в Париж, выиграв квалификационный турнир в Монако, а на Олимпиаде заняли 6-е место, проиграв в четвертьфинале Новой Зеландии 5:55, победив в утешительном полуфинале Великобританию 19:15 и проиграв матч за 5-е место хозяйкам Игр 7:21.

## Выступления

### Олимпийские игры
- 2016: не прошли квалификацию
- 2020: 7-е место
- 2024: 6-е место

### Чемпионаты мира
| 2009  | Обладатели Чаши          | 9-е  | 6  | 4 | 2  | 0 |
| 2013  | Полуфинал Чаши           | 11-е | 5  | 1 | 4  | 0 |
| 2018  | Полуфинал Трофи Челлендж | 12-е | 4  | 1 | 3  | 0 |
| 2022  | Матч за 13-е место       | 13-е | 4  | 2 | 2  | 0 |
| Итого | 0 побед                  | 4/4  | 19 | 8 | 11 | 0 |

### Летние Азиатские игры
| 2010  | Финал    | 2   | 6  | 5  | 1 | 0 |
| 2014  | Финал    | 1   | 6  | 6  | 0 | 0 |
| 2018  | Финал    | 2   | 6  | 5  | 1 | 0 |
| 2022  | Финал    | 1   | 4  | 4  | 0 | 0 |
| Итого | 2 победы | 4/4 | 22 | 20 | 2 | 0 |

## Текущий состав
Участницы Вызова Мировой серии 2024 года:
| Номер | Игрок        |
| ----- | ------------ |
| 2     | Янь Мэйлин   |
| 5     | Гу Яояо      |
| 7     | Чэнь Кэи     |
| 11    | Лю Сяоцянь   |
| 12    | Ю Ху         |
| 15    | Доу Синьжун  |
| 16    | Сунь Юэ      |
| 17    | Гао Юэин     |
| 18    | Су Ци        |
| 23    | Кан Чэнтянь  |
| 28    | Ма Сяодань   |
| 30    | Ван Чжаоцзин |